# غولدن دكت

غولدن دِكت (بالإنجليزية: GoldenDict)‏ هو برنامج حاسوبي قاموس مفتوح المصدر الذي يعطي ترجمة للكلمات والعبارات في لغات مختلفة. ويسمح لاستخدام عدة صيغ مشهورة لملفات القواميس في وقت واحد ودون تحويل.
ويهدف المشروع إلى إنشاء برنامج قاموس بميزات بحث متعددة.

## المزايا
هذا البرنامج حر ومفتوح المصدر.
يدعم العديد من صيغ ملفات القواميس، وهي:
بابليون (. BGL) الملفات مع الصور والموارد
ستارديكت (. ايفو /. DICT /. IDX /. SYN) قواميس
Dictd ملفات القاموس (. مؤشر /. DICT /. DZ)
ABBYY Lingvo (. DSL) ملفات المصدر، جنبا إلى جنب مع الملفات الاختصار. ويمكن أن تكون الملفات مضغوطة اختياريا مع dictzip. ويمكن أن تكون موارد قاموس مضغوطة معا في الملف zip.
ABBYY Lingvo (. LSA /. DAT) ملفات الصوت. يمكن فهرستها ء على حدة، أو أن تحال إلى ملفات. DSL
تدعم عمليات البحث في ويكيبيديا، ويكاموس، أو أي مواقع أخرى
ويمكن ترجمة نص طويل من العديد من اللغات عبر الإنترنت
خاصية Hunspell القائم على نظام الصرف والهجاء
نافذة صغيرة منبثقة تعرض ترجمة لكلمة مختارة من تطبيق آخر
يسمح تشغيل مقاطع الصوت للنطق بلغات مختلفة باستخدام Forvo خدمة الإنترنت

## التطوير
هناك إصدارات أخرى تحت التجربة لتطوير البرنامج يمكن الحصول عليها لأنظمة التشغيل ويندوز وماك ولينكس من خلال هذه الصفحة
وغيرها من المزايا